# Erik Nedeau
Erik Nedeau (né le 30 août 1971 à Kennebunk) est un athlète américain spécialiste du demi-fond. 

## Biographie
En 1995, aux Championnats du monde en salle, Erik Nedeau remporte la médaille de bronze sur 1 500 mètres, derrière le Marocain Hicham El Guerrouj et l'Espagnol Mateo Cañellas.
En 2004, il participe aux sélections américaines sur 1 500 mètres en vue de participer aux Jeux olympiques, mais il est éliminé en demi-finales.
Depuis 1994, Erik Nedeau est entraîneur de l'équipe d'athlétisme du Amherst College.

### Palmarès
| Date | Compétition                    | Lieu      | Résultat | Épreuve | Performance   |
| ---- | ------------------------------ | --------- | -------- | ------- | ------------- |
| 1995 | Championnats du monde en salle | Barcelone | 3e       | 1 500 m | 3 min 44 s 91 |